# Beberino
Beberino es una localidad española, perteneciente al municipio de La Pola de Gordón, en la provincia de León y la comarca de la Montaña Central, en la Comunidad Autónoma de Castilla y León. 
Situado en la cuenca del río Casares, afluente del río Bernesga.
Los terrenos de Beberino limitan con los de Buiza al norte, Vega de Gordón al este, La Pola de Gordón al sureste, Los Barrios de Gordón al suroeste, Cabornera al oeste y Folledo al noroeste.
Perteneció al antiguo Concejo de Gordón.

## Monumentos
- Puente Tornero, puente de construcción romana.
- Iglesia de San Pedro, edificada en el siglo XVIII.